# ببین کی داره حرف می‌زنه
ببین کی داره حرف می‌زنه (به انگلیسی: Look Who's Talking) فیلمی است محصول سال ۱۹۸۹ و به کارگردانی امی هکرلینگ است. در این فیلم بازیگرانی همچون جان تراولتا، کریستی آلی، المپیا دوکاکیس، جورج سگال، ایب ویگودا، بروس ویلیس، توینک کاپلان، جون ریورز ایفای نقش کرده‌اند.
فیلم‌های ببین دیگه کی داره حرف می‌زنه و ببین حالا کی حرف می‌زنه دنباله این فیلم هستند.